# Kauaiuggla
Kauaiuggla (Grallistrix auceps) är en förhistorisk utdöd fågel i familjen ugglor inom ordningen ugglefåglar. 

## Förekomst och utdöende
Kauaiugglan förekom enbart på ön Kauai i Hawaiiöarna och beskrevs 1991 utifrån benlämningar funna i Makawehidynerna. När kauaiugglan dog ut är oklart, men tros ha påverkats kraftigt när polynesierna anlände till ögruppen på 500-talet. Om ugglorna var marklevande var troligen den införda polynesiska råttan (Rattus exulans) ett hot mot både ägg och ungar. Dess subfossila lämningar har med hjälp av kol-14-metoden konstaterats vara cirka 2300 år gamla.

## Utseende och levnadssätt
Kauaiugglan var jämnstor med kattugglan (37-43 cm), men vingarna var kortare och benen mycket längre. På engelska har arterna i släktet därför fått namnet styltugglor. Tårna var till och med kraftigare än en lappugglas. Det föranleder att tro att den var mycket stark i sina ben och avlivade sina byten genom att krossa dem. Ugglorna i Grallistrix var på flera sätt likartade skoglevande hökar i Accipiter till sin uppbyggnad. Eftersom detta släkte inte förekom i Hawaiiöarna tros ugglorna ha intagit dess ekologiska niche.